# Ponthieva diptera
Ponthieva diptera är en orkidéart som beskrevs av Jean Jules Linden och Heinrich Gustav Reichenbach. Ponthieva diptera ingår i släktet Ponthieva och familjen orkidéer. Inga underarter finns listade i Catalogue of Life.